# Крупеник
Крупени́к — древнее блюдо русской кухни, разновидность запеканки из гречневой, реже манной, перловой или пшённой каши с творогом. В зависимости от использованной каши крупеники называют гречневыми, манными, перловыми или пшёнными. В блюде отлично сочетаются белки крупы и творога, давая полноценную комбинацию аминокислот. В СССР крупеники выпускали в форме обеденных пищевых концентратов. Крупеник обычно является самостоятельным блюдом, но может наряду с ватрушками и пампушками также выступать гарниром к рассольникам и борщам.
Для приготовления крупеника сначала варят рассыпчатую кашу и дают ей остыть до 60—70 °C, затем добавляют в неё протёртый творог, сахар, сливочное масло или маргарин, сметану и сырые яйца. Хорошо перемешанную массу выкладывают ровным слоем в сотейник, на противень или сковороду, предварительно смазанную маслом и присыпанную сухарями. Поверхность крупеника смазывают смесью яйца и сметаны и запекают в духовом шкафу. Крупеник обычно сервируют с молоком, перед подачей поливают растопленным сливочным маслом, в качестве подливы подают мясной соус или сметану.